# Steynowe
Steynowe ist eine noch nicht sicher nachgewiesene Wüstung im Landkreis Göttingen. Sie liegt vermutlich etwa 3,2 km nordwestlich von Herzberg am Harz und etwa 500 m nordwestlich der kleinen Siedlung Mühlenberg. Etwa 1,2 km südöstlich des vermuteten Standorts befindet sich die Wüstung Hage.

## Geschichte
Steynowe wurde erstmals um das Jahr 1241 herum urkundlich erwähnt. Der Name ist auch der damalige Name der Großen Steinau (das Dorf würde demnach heute ebenfalls Steinau heißen). Das Bestehen einer Siedlung kann aus einer Urkunde aus dem Jahr 1290 abgeleitet werden, in der zu leistende Abgaben aufgelistet wurden. Es wäre aber auch denkbar, dass es sich nur um eine geplante Siedlung gehandelt hat, die tatsächlich nie angelegt wurde. Die genaue Lage der Wüstung konnte bislang noch nicht eindeutig bestimmt werden, dürfte sich aber vermutlich im unteren Tal der Großen Steinau befinden. 
Der Ortsname leitet sich von dem Gewässernamen ab und ist wahrscheinlich eine einfache Zusammensetzung des Bestimmungswortes Stein mit dem Grundwort Au, womit eine Aue oder ein Wasserlauf gemeint ist.